# Хворісукалюди
«Хворісукалюди» (англ. Sickfuckpeople) — україно-австрійський документально-драматичний фільм про безпритульних. Стрічка Юрія Речинського «Хворісукалюди» завоювала головні призи в Лондоні, Сараєво, Відні та Мексиці і Франції..

## Інформація

### Сюжет
Документальний триптих про безпритульних. Вони переросли наркозалежне дитинство і намагаються розпочати доросле життя. У пошуках своєї матері хлопець повертається до села, сповненого деградації, ненависті та садистичного гніву. Вагітна дівчина хоче народити, хоча на її нащадка напевне чекає ще важче дитинство. Але сестри дівчини схиляють її до аборту.
Міхаель Ґлавоґґер сказав Юрію Речинському: «Люди зненавидять тебе за цей фільм. Люто».

### Прем'єра
Українська прем'єра фільму відбулася на МКФ «Молодість-43» у жовтні 2013.
Світова прем'єра фільму відбулася в конкурсній програмі фестивалю Hot Docs у Торонто (Канада) навесні 2013, після чого стрічка здобула призи «Серце Сараєва» за найкращий документальний фільм на Сараєвському МКФ-2013, «Найкращий документальний фільм» на МКФ «Рейденс»-2013 у Лондоні, «Найкращий повнометражний фільм» міжнародного конкурсу DocsDF-2013 у Мексиці, Ґран-прі МКФ Viennale-2013 у Відні.

### Відзнаки
- 2013 рік: «Серце Сараєво» за найкращий документальний фільм, Сараєвський МКФ 2013 — «Найкращий документальний фільм», МКФ «Рейденс»[3], Лондон[4].
- Фільм Юрія Речинського «Хворісукалюди» визнано найкращим документальним фільмом на Фестивалі європейського незалежного кіно у Франції[5][6][7].
- Стрічка «Хворісукалюди» отримала нагороду HumanDOC у Польщі[8][9].